# Johnny Chan
Johnny Chan (Canton, 1957) è un giocatore di poker cinese, due volte campione del mondo.

## Prima del poker
Nel 1962 la famiglia Chan si trasferisce ad Hong Kong, nel 1968 a Phoenix in Arizona e nel 1973 a Houston, Texas.
La sua famiglia gestisce ristoranti e Chan, in un primo momento, parve dover continuare l'attività paterna, ma a 21 anni si trasferisce a Las Vegas, abbandonando l'Università di Houston, per diventare un giocatore professionista di poker.

## Carriera

### World Series of Poker
Chan attribuisce parte dei suoi iniziali successi al fatto che ben pochi giocatori statunitensi avessero già precedentemente giocato contro giocatori asiatici. Divenne un giocatore importante verso la fine degli anni ottanta, quando vinse per due volte di fila (1987 e 1988) l'evento principale delle World Series of Poker. Mancò poco che vincesse anche il terzo consecutivo se Phil Hellmuth Jr non lo avesse battuto e costretto ad un secondo posto. Nel film Il giocatore vi è una scena in cui compare in TV una cassetta con la mano finale, ai danni di Erik Seidel, nel Main Event 1988: ancora oggi la mano è considerata una dei maggiori capolavori della storia del poker. Nello stesso film Chan compare in un cameo.
Egli è l'ultimo ad aver vinto di fila due Main Event delle World Series of Poker.
Nel 2005 Chan è stato il primo a vincere 10 braccialetti (titoli) nelle WSOP, presto raggiunto però da Doyle Brunson e Phil Hellmuth jr che poi lo ha anche superato.
Chan ha l'abitudine di portare al tavolo da gioco un'arancia come portafortuna e dopo il suo secondo titolo consecutivo WSOP molti hanno seguito il suo esempio.
Nel 2002 è stato inserito nel Poker Hall of Fame.

#### Braccialetti alle World Series of Poker
| Anno | Torneo                                          | Premio (US$) |
| ---- | ----------------------------------------------- | ------------ |
| 1985 | $1,000000 Limit Hold'em                         | 171000 $     |
| 1987 | $10.000 o Limit Hold'em World Championship      | 625000 $     |
| 1988 | $10.000 o Limit Hold'em World Championship      | 700000 $     |
| 1994 | $1.500 Seven Card Stud                          | 135600 $     |
| 1997 | $5.000 Deuce to Seven Draw                      | 164250 $     |
| 2000 | $1.500 Pot Limit Omaha                          | 178800 $     |
| 2002 | $2.500 o Limit Hold'em Gold Bracelet Match Play | 34000 $      |
| 2003 | $5.000 o Limit Hold'em                          | 224400 $     |
| 2003 | $5.000 Pot Limit Omaha                          | 158100 $     |
| 2005 | $2.500 Pot Limit Hold'em                        | 303025 $     |

Johnny Chan alle WSOP ha vinto circa 4116702 $.

### Poker Superstars
Nel febbraio 2005 Chan ha partecipato al $400,000 Poker Superstars Invitational Tournament. Egli riuscì, una volta crollato a 20 000 gettoni, ad arrivare secondo, battuto da Gus Hansen, toccando una punta di 3 200 000 gettoni.
Nell'estate 2005 partecipa alla seconda edizione battendo 22 giocatori, tutti di grande qualità: alla fine sconfigge Todd Brunson, figlio di Doyle, e vince 400 000 dollari
Andò diversamente nella terza edizione quando Todd Brunson riuscì ad avere la meglio su di lui.

### Poker After Dark
Sulla rete NBC Chan ha partecipato allo show televisivo Poker After Dark, una serie di tornei con buy-in da 20 000 dollari che viene vinto interamente dal vincitore del torneo. Chan si è distinto per averne vinti 4 su 6 partecipazioni, e quelle volte che non ha vinto è giunto secondo e quinto.
Ha partecipato ai tornei:
- WSOP Champions - mandato in onda originariamente da 15 al 20 gennaio 2007 - Vinse il testa a testa contro Chris Moneymaker
- Golden Men - mandato in onda originariamente 11 al 16 giugno 2007 - Perse il testa a testa contro Joe Hachem
- World Champions - mandato in onda originariamente 11 al 16 febbraio 2008 - Vince il testa a testa contro Phil Hellmuth
- International - mandato in onda originariamente dal 25 febbraio al 1º marzo 2008- Vinse il testa a testa contro Patrik Antonius

### Altri tornei
Chan ha inoltre partecipato ad un tavolo finale del World Poker Tour, nonostante abbia partecipato a numerosi tornei.
Ha inoltre partecipato al World Series of Poker Tournament of Champions envents e al National Heads-Up Poker Championship negli anni 2004 e 2005.
Si calcola abbia vinto in carriera, col poker sportivo, più di 6 700 000 dollari.

## Vita personale
Oltre a giocare a poker, Chan è proprietario in franchising di fast food presso il Las Vegas Stratosphere Hotel ed è consulente per vari casinò. Ha l'aspirazione di aprire un proprio casinò. Inoltre scrive per Card Player Magazine ed è apparso su High Stakes Poker, programma della GSN.
Chan ha sei figli.
Nel 2005 Chan ha collaborato con Mark Karowe per scrivere Play Poker Like Johnny Chan (ISBN 1-933074-48-5), un libro che insegna a giocare in diverse specialità e varianti del poker. Il 28 novembre 2006 è uscito un secondo titolo: Million Dollar Hold'em: Winning Big in Limit Cash Game (ISBN 1-58042-200-4), che si concentra sull'hold'em a limite. Nel 2007, Chan lancia una poker room: Chanpoker.com.
Scrive regolarmente nel bimensile Trader Monthly.